# كيم هي أي
كيم هي أي (هانغل: 김희애; هانجا: 金喜愛) هي ممثلة كورية جنوبية. ولدت في 23 أبريل 1967 في جيجو، كوريا الجنوبية. أشتهرت بأدوارها بمسلسل امرأة زوجي لعام 2007 ، والمسلسل الشهير عالم المتزوجين لعام 2020.

## فيلموغرافيا

### أفلام
| سنة  | عنوان باللغة الإنجليزية | العنوان الأصلي    | دور                    |
| ---- | ----------------------- | ----------------- | ---------------------- |
| 1983 | أول أيام السنة العشرين  | 스무 해 첫째 날   |                        |
| 1985 | تذكرنا باللهب           | 불의 회상         |                        |
| 1985 | حبي جانغ غو             | 내 사랑 짱구      | مي هاي                 |
| 1987 | البطل يعود              | 영웅 돌아 오다    | يونغ مي                |
| 1993 | الاقتراح 101            | 101 번째 프로포즈 | جونغ وون               |
| 2014 | خيط الأكاذيب            | 우아한 거짓말     | يو هيون سوك            |
| 2015 | C'est سي بون            | 쎄시봉            | مين جا يونغ (40 ثانية) |
| 2018 | اختفى                   | 사라진 밤         | يون سول هي             |
| 2018 | قصتها                   | 허 스토리         | مون جيونج سوك          |
| 2019 | الشتاء المقمر           | 윤희 에게         | يون هي                 |

### مسلسلات ويب
| عام  | عنوان         | العنوان الأصلي | الدور        |       |
| ---- | ------------- | -------------- | ------------ | ----- |
| 2023 | صانعة الملكات | 퀸메이커       | هوانغ دو هي  | [ 5 ] |
| 2024 | عاصفة التغيير | 돌풍           | جيونغ سو-جين | [ 6 ] |

## روابط خارجية
- كيم هي أي على موقع IMDb (الإنجليزية)
- كيم هي أي على موقع أول موفي (الإنجليزية)
- كيم هي أي على موقع قاعدة بيانات الفيلم (الإنجليزية)